# سفارة الولايات المتحدة في البوسنة والهرسك
سفارة الولايات المتحدة في البوسنة والهرسك هي أرفع تمثيل دبلوماسي لدولة الولايات المتحدة لدى البوسنة والهرسك. تقع السفارة في سراييفو وهي تهدف لتعزيز المصالح الأمريكية في البوسنة والهرسك.

## وصلات خارجية
- الموقع الرسمي
- قائمة سفارات الولايات المتحدة
- قائمة السفارات في البوسنة والهرسك